# Reprezentacja Polski w rugby 7 kobiet
Reprezentacja Polski kobiet w rugby 7-osobowym – zespół rugby union, reprezentujący Rzeczpospolitą Polską w meczach i sportowych imprezach międzynarodowych, powoływany przez selekcjonera, w którym mogą występować zarówno zawodniczki posiadające obywatelstwo polskie, jak i niebędące obywatelkami Polski, ale o polskich korzeniach lub mieszkające w Polsce. Za jego funkcjonowanie odpowiedzialny jest Polski Związek Rugby.
Reprezentacja wystąpiła po raz pierwszy na arenie międzynarodowej zajmując 13 miejsce na 16 w nieoficjalnych Mistrzostwach Europy w 2004 r. W 2011 r. polskie rugbistki awansowały na drugi poziom mistrzostw Europy, a w 2016 roku do europejskiej elity. Na mistrzostwach Europy w 2021 zdobyły srebrny medal, a na turnieju w 2022 – mistrzostwo Europy.

## Turnieje

### Udział wPucharze Świata
| Rok  | Wynik | Źródło |
| ---- | ----- | ------ |
| 2009 | –     |        |
| 2013 | –     |        |
| 2018 | –     |        |
| 2022 | 10.   |        |

### Udział wWorld Rugby Women’s Sevens Series
| Rok       | Wynik | Źródło |
| --------- | ----- | ------ |
| 2012/2013 | –     |        |
| 2013/2014 | –     |        |
| 2014/2015 | –     |        |
| 2015/2016 | –     |        |
| 2016/2017 | –     |        |
| 2017/2018 | –     |        |
| 2018/2019 | –     |        |
| 2019/2020 | –     |        |
| 2021/2022 | 13.   |        |
| 2022/2023 | 12.   |        |

### Udział wmistrzostwach Europy
| Rok  | Wynik | Źródło |
| ---- | ----- | ------ |
| 2003 | –     |        |
| 2004 | 13.   |        |
| 2005 | –     |        |
| 2006 | –     |        |
| 2007 | –     |        |
| 2008 | –     |        |
| 2009 | –     |        |
| 2010 | –     |        |
| 2011 | –     |        |
| 2012 | –     |        |
| 2013 | –     |        |
| 2014 | –     |        |
| 2015 | –     |        |
| 2016 | –     |        |
| 2017 | 8.    |        |
| 2018 | 7.    |        |
| 2019 | 4.    |        |
| 2021 | 2.    |        |
| 2022 | 1.    |        |
| 2023 | 4.    |        |
| 2024 | 4.    |        |